# کایل جیمسون
کایل جیمسون (انگلیسی: Kyle Jameson؛ زادهٔ ۱۱ سپتامبر ۱۹۹۸) بازیکن فوتبال است.